# Fritz Stocker
Fritz Stocker (* 28. April 1894; † 15. August 1967) war ein deutscher Kommunalpolitiker (SPD).

## Werdegang bis 1933
Stocker war als Maschinist (Fabrikarbeiter) tätig. Bei der Gründung des SPD-Ortsvereins Schrobenhausen am 8. Februar 1925 wurde er Schriftführer, ab 21. Juni 1925 war er zusätzlich als Jugendleiter tätig. Stocker, inzwischen gewählter Stadtrat, wurde nach der Machtübernahme durch die NSDAP wie seine drei Parteigenossen aus diesem Ehrenamt entlassen. Im April 1933 war er inhaftiert.

## Landrat
Stocker und beherzten Mitbürgern war es zu verdanken, dass die Schrobenhausener Paarbrücke bei der Donaumühle vor den herannahenden Alliierten am 28. April 1945 nicht gesprengt wurde.
Nach dem Einmarsch am 28. April 1945 wurde er durch die amerikanische Militärregierung als Landrat des oberbayerischen Landkreises Schrobenhausen eingesetzt. Er blieb bis Ende Juli 1945 im Amt. Die Berufung erfolgte von seinem Arbeitsplatz in der Donaumühle.

## Bürgermeister
Von 1945 bis 1967 war er Erster Bürgermeister der Stadt Schrobenhausen, erst kommissarisch berufen, nach der Stadtratswahl vom 27. Januar 1946 mit elf zu einer Stimme vom Stadtrat gewählt. Bei den Direktwahlen in den Jahren 1948, 1952, 1956 und 1960 wurde er durch die Bürger im Amt bestätigt. 1966 erfolgte mit 93,43 Prozent der Stimmen seine erneute Wahl, er musste aber schon am 31. Mai 1967 aus gesundheitlichen Gründen zurücktreten; am 15. August 1967 ist er verstorben.
Der populäre Fritz Stocker führte die Stadt umsichtig, insbesondere auch bezüglich der Integration der Vertriebenen und dem Aufbau einer modernen Infrastruktur.

## Ehrungen
Stocker wurde zum Ehrenbürger ernannt. Nach seinem Tod hat die Stadt nach ihm den Bürgermeister-Stocker-Ring benannt.